# Live at Raul's Club
Live at Raul's è un album live dei gruppi hardcore punk statunitensi Big Boys e The Dicks, pubblicato nel 1980 da Rat Race Records. Nel 1992 la Selfless Records ha ripubblicato l'album con il nome di Live at Raul's Club, con sei tracce di questo album e due tracce live inedite.

## Tracce

### Big Boys
1. Detectives - 3:00
2. Out of Focus - 2:19
3. Psycho - 3:52
4. Red/Green - 2:28
5. In the City - 3:02
6. Nightbeat - 1:44
7. After 12:00 - 3:11

### The Dicks
1. Fake Bands - 1:34
2. Dicks Hate Police - 1:56
3. Dead in a Motel Room - 1:52
4. Wheelchair Epidemic - 2:19
5. Babysit - 1:24
6. Shit on Me - 2:07
7. Lifetime Problems - 1:49
8. Suicide Note - 2:23
9. Shit Fool - 2:52
10. Love Song - 2:03

## Tracce (ristampa)

### Big Boys
1. TV - 2:25
2. Nightbeat - 1:44
3. After 12:00 - 3:11
4. Psycho - 3:52

### The Dicks
1. Fake Bands - 1:34
2. Shit Fool - 2:52
3. Kill from the Heart - 2:13
4. Shit on Me - 2:07

## Crediti[2][4]
- Randy 'Biscuit' Turner - voce (Big Boys)
- Tim Kerr - chitarra (Big Boys)
- Chris Gates - basso (Big Boys)
- Greg Murray - batteria (Big Boys)
- Gary Floyd - voce (The Dicks)
- Glen Taylor - chitarra, voce d'accompagnamento (The Dicks)
- Buff Parrott - basso (The Dicks)
- Pat Deason - batteria (The Dicks)
- Dan Dryden - missaggio, ingegneria del suono
- Steve Hayden - missaggio
- Michael Nott - artwork
- Steve Hayden - produttore, fotografia
- Michael Guerra - fotografia
- Stephanie Fox - fotografia